# Principiul incertitudinii
În mecanica cuantică, chiar și rezultatul unei măsurători a unui sistem nu este determinist, ci este caracterizat printr-o distribuție de probabilitate, în care cu cât este mai mare deviația standard, cu atât mai multă „incertitudine” se va putea spune că respectiva caracteristică este pentru acel sistem. Principiul incertitudinii al lui Heisenberg dă o limită inferioară asupra produsului deviațiilor standard ale poziției și impulsului unui sistem, specificând că este imposibil să avem o particulă cu un impuls și o poziție arbitrar de bine definite simultan. Mai precis, produsul deviațiilor standard {\displaystyle \Delta x\Delta p\geq \hbar /2}, unde {\displaystyle \hbar } este Constanta Planck redusă. Principiul este susceptibil de generalizare la multe alte perechi de mărimi, afară de poziție și impuls (de exemplu, impulsul unghiular pe două axe de coordonate diferite), și poate fi derivat euristic.
De observat că incertitudinile în chestiune sunt caracteristice ale mărimilor mecanice. În orice măsurare din lumea reală, vor fi incertitudini adiționale create de procesul de măsurare care nu este nici perfect, nici ideal. Principiul incertitudinii este valabil chiar dacă măsurătorile sunt ideale (așa numite măsurători von Neumann) sau neideale (măsurători Landau). De observat că și produsul incertitudinilor, de ordinul 10−35 Joule-secundă, este atât de mic încât principiul incertitudinii are efect neglijabil la scară macroscopică, în ciuda importanței pe care o are la nivel atomic sau subatomic.
Principiul incertitudinii a fost un pas important în dezvoltarea mecanicii cuantice când a fost formulat de Werner Heisenberg în 1927. Este adesea confundat cu efectul de observator.

## Dualitatea undă-particulă

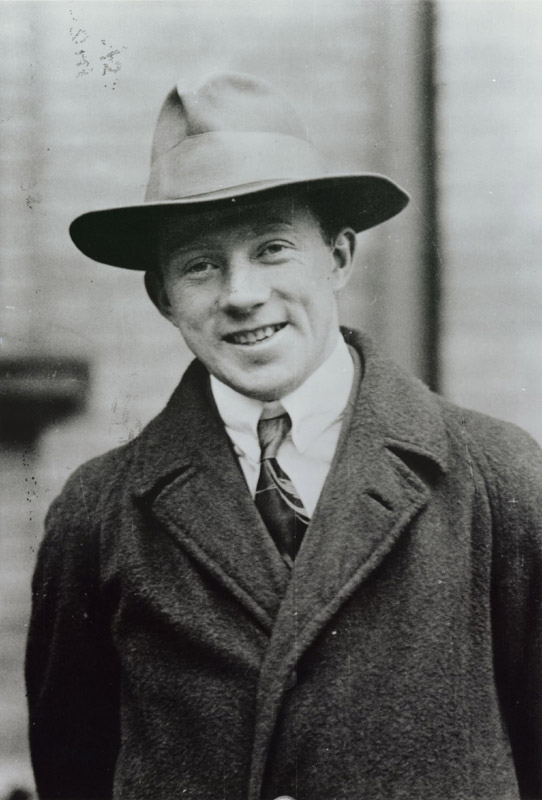
Werner Heisenberg în 1927

Un postulat fundamental al mecanicii cuantice, care se manifestă în principiul incertitudinii al lui Heisenberg, este acela că nici un fenomen fizic nu poate fi descris (cu precizie arbitrară) ca "particulă punctiformă clasică" sau ca undă ci mai degrabă realitatea este modelată folosind dualitatea undă-particulă.
Principiul incertitudinii al lui Heisenberg este o consecință a acestui fapt. Amplitudinea undei asociate cu o particulă corespunde poziției ei, iar lungimea de undă (mai exact, Transformata Fourier a acesteia) este invers proporțională cu impulsul. Pentru a localiza unda astfel încât ea să aibă un maxim îngust (adică o incertitudine a poziției mică), este necesar să fie incorporate unde cu lungime foarte mică, corespunzătoare unor impulsuri mari după toate direcțiile, și astfel o incertitudine mare a impulsului. Într-adevăr, Principiul lui Heisenberg este echivalent cu o teoremă din analiza funcțională care spune că deviația standard a valorii absolute la pătrat a unei funcții, înmulțită cu deviația standard a valorii absolute a transformatei sale Fourier, este cel puțin 1/(16π2) (Folland și Sitaram, Teorema 1.1).
O analogie utilă poate fi făcută între unda asociată unei particule din mecanica cuantică și o undă mai bine cunoscută, semnalul variabil în timp asociat cu o undă sonoră. Nu are sens întrebarea privind spectrul de frecvență la un anumit moment din timp, deoarece măsurarea frecvenței este măsura unei repetiții într-o perioadă de timp. Într-adevăr, pentru ca un semnal să aibă o frecvență relativ bine definită, trebuie ca el să persiste o perioadă lungă de timp, și similar, un semnal care are loc la un moment de timp bine definit (adică e de scurtă durată) va conține obligatoriu o bandă de frecvențe largă. Adică, într-adevăr, este o analogie matematică apropiată de Principiul Incertitudinii al lui Heisenberg.

## Principiul incertitudinii versus efectul de observator

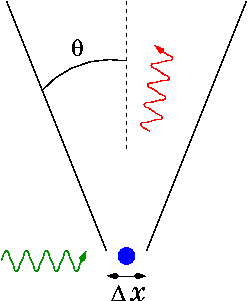
Microscopul cu raze gamma al lui Heisenberg, pentru localizarea unui electron (arătat cu albastru). Raza gamma (arătată cu verde) este reflectată de electron sub unghiul de deschidere al microscopului θ. Raza reflectată este arătată cu roșu. Optica clasică arată că poziția electronului poate fi determinată doar cu o incertitudine Δx care depinde de θ și de lungimea de undă λ a luminii.

Principiul incertitudinii din mecanica cuantică este uneori eronat explicat prin afirmația că măsurarea poziției obligatoriu modifică impulsul unei particule, și vice versa — adică se spune că principiul incertitudinii este o manifestare a efectului de observator. Într-adevăr, Heisenberg însuși inițial a dat explicații care au sugerat această vedere. Înaintea unor interpretări mai moderne, o măsurare era adesea vizualizată ca o denaturare fizică aplicată direct asupra sistemului măsurat, fiind uneori ilustrată sub forma unui experiment imaginar numit Microscopul lui Heisenberg. De exemplu, la măsurarea poziției unui electron, ne închipuim luminarea electronului, și astfel intervenirea asupra lui și producerea incertitudinilor cuantice asupra poziției sale.
Paradoxul EPR indică faptul că este greșit ca principiul incertitudinii să fie văzut ca o măsurare care afectează direct o particulă. Acest "paradox" arată că o măsurătoare poate fi efectuată asupra unei particule fără a o afecta direct, prin măsurarea unei particule asociate acesteia și aflate la distanță.
O altă problemă cu această vedere este aceea că induce o percepție greșită asupra măsurării din mecanica cuantică. Pentru a testa principiul incertitudinii, un fizician ipotetic ar folosi o anume procedură de mai multe ori pentru a pregăti un ansamblu de particule aflate în aceeași stare cuantică. Pentru jumătate din acest ansamblu, ar măsura poziția, dând o distribuție de probabilitate pentru poziție. Pentru cealaltă jumătate a ansamblului, ar măsura impulsul, dând o distribuție de probabilitate pentru impuls. În cele din urmă, s-ar calcula produsul deviațiilor standard ale celor două distribuții, rezultând o valoare de cel puțin {\displaystyle \hbar /2}.
În această situație, poziția și impulsul nu se vor putea niciodată măsura de mai multe ori pentru aceeași particulă. (Dacă s-ar putea, atunci rezultatul celei de-a doua măsurători nu vor reflecta starea originală, datorită aplicării corecte a efectului de observator.) De aceea, o măsurare nu o poate afecta pe cealaltă. Mai mult, deși fiecare măsurare prăbușește starea cuantică a particulei, distribuția de probabilitate rezultată din aceste măsurători va reflecta corect starea cuantică așa cum exista ea înaintea măsurătorii.
În orice caz, este acum înțeles că incertitudinile din cadrul unui sistem există înainte și independent de măsurătoare, iar principiul incertitudinii este astfel independent de efectul de observator.

## Generalizarea, formularea exactă și relația Robertson-Schrödinger
Măsurările poziției și impulsului efectuate pe copii identice ale unui sistem aflat într-o stare dată vor varia fiecare conform unei distribuții de probabilitate caracteristică stării sistemului. Aceasta este postulatul fundamental al mecanicii cuantice.
Dacă vom calcula deviațiile standard Δx și Δp ale măsurării poziției, respectiv impulsului, atunci
{\displaystyle \Delta x\Delta p\geq {\frac {\hbar }{2}}}
unde
{\displaystyle \hbar } (h-bar) este Constanta Planck redusă (Constanta lui Planck împărțită la 2π).
Mai general, dat fiind orice operatori Hermitici A și B, și un sistem în starea ψ, există distribuții de probabilitate asociate cu măsurarea lui A și a lui B, dând deviațiile standard ΔψA and ΔψB. Atunci:
{\displaystyle \Delta _{\psi }A\,\Delta _{\psi }B\geq {\frac {1}{2}}\left|\left\langle \left[{A},{B}\right]\right\rangle _{\psi }\right|}
unde operatorul [A,B] = AB - BA reprezintă comutatorul lui A și B, iar {\displaystyle \langle X\rangle _{\psi }} reprezintă valoarea așteptată. Această inegalitate se numește relația Robertson-Schrödinger, și include Principiul Incertitudinii al lui Heisenberg drept caz particular. A fost arătată pentru prima oară în 1930 de Howard Percy Robertson și (independent) de Erwin Schrödinger.

### Alte forme ale principiului incertitudinii
Datorită relației Robertson-Schrödinger de mai sus, o relație de incertitudine apare între oricare două cantități observabile care pot fi definite prin operatori care nu comută. Următoarele sunt câteva exemple:
- Există o relație de incertitudine între poziția și impulsul unui obiect:

{\displaystyle \Delta x_{i}\Delta p_{i}\geq {\frac {\hbar }{2}}}
- între poziția unghiulară și momentul cinetic:

{\displaystyle \Delta \Theta _{i}\Delta J_{i}\geq {\frac {\hbar }{2}}}
- între două componente ortogonale ale operatorului moment cinetic total al unui obiect:

{\displaystyle \Delta J_{i}\Delta J_{j}\geq {\frac {\hbar }{2}}\left|\left\langle J_{k}\right\rangle \right|}
unde i, j, k sunt distincte și Ji reprezintă componenta momentului cinetic după axa xi.
- între numărul de electroni dintr-un superconductor și faza parametrului de ordine Ginzburg-Landau:

{\displaystyle \Delta N\Delta \phi \geq 1}

### Principiul incertitudinii energie-timp
Spre deosebire de exemplele de mai sus, unele principii de incertitudine nu sunt consecințe directe ale relației Robertson-Schrödinger. Cel mai cunoscut dintre acestea este principiul incertitudinii energie-timp.
Aplicând ideile relativității restrânse asupra principiuluii incertitudinii poziție-impuls, mulți fizicieni, cum ar fi Niels Bohr, au postulat că ar trebui să existe următoarea relație:
{\displaystyle \Delta E\Delta t\geq {\frac {\hbar }{2}}},
dar nu a fost imediat evident cum ar trebui definit Δt (deoarece timpul nu este tratat ca operator). În 1926, Dirac a oferit o definiție clară și o demonstrație a acestui principiu de incertitudine, ca rezultând dintr-o teorie cuantică relativistă a "evenimentelor". Dar cea mai bine cunoscută, mai des folosită și corectă formulare a fost dată abia în 1945 de către L. I. Mandelshtam și I. E. Tamm, după cum urmează. Pentru un sistem cuantic aflat într-o stare nestaționară {\displaystyle |\psi \rangle } și o observabilă {\displaystyle B} reprezentată de un operator autoadjunct {\displaystyle {\hat {B}}}, este valabilă următoarea formulă:
{\displaystyle \Delta _{\psi }E{\frac {\Delta _{\psi }B}{\left|{\frac {\mathrm {d} \langle {\hat {B}}\rangle }{\mathrm {d} t}}\right|}}\geq {\frac {\hbar }{2}}},
unde {\displaystyle \Delta _{\psi }E} este deviația standard a operatorului energie în starea {\displaystyle |\psi \rangle }, {\displaystyle \Delta _{\psi }B} reprezintă deviația standard a operatorului {\displaystyle {\hat {B}}} și {\displaystyle \langle {\hat {B}}\rangle } este valoarea așteptată a lui {\displaystyle {\hat {B}}} în acea stare. Deși al doilea factor din partea stângă are dimensiune de timp, el este diferit de parametrul timp din Ecuația Schrödinger. Este un timp de viață a stării {\displaystyle |\psi \rangle } față de observabila {\displaystyle B}. Cu alte cuvinte, acesta este timpul după care valoarea așteptată {\displaystyle \langle {\hat {B}}\rangle } se schimbă apreciabil.
Principiul incertitudinii energie-timp are implicații mari în spectroscopie. Deoarece stările excitate au un timp de viață finit, nu toate eliberează aceeași cantitate de energie când degenerează; vârfurile  spectroscopice sunt de fapt maxime cu lărgime finită (numite lărgime naturală), cu centrul în dreptul energiei reale a stării excitate. Pentru stările care degenerează rapid, lărgimea face dificilă măsurarea precisă a acestei energii reale, și într-adevăr, cercetătorii au folosit cavități de microunde pentru a încetini rata de degenerare, pentru a obține maxime mai abrupte și măsurări mai precise ale energiei (Gabrielse and Dehmelt 1985).
O formulare falsă deosebit de răspândită a principiului incertitudinii energie-timp spune că energia unui sistem cuantic măsurată în intervalul de timp {\displaystyle \Delta t} trebuie să fie imprecisă, cu imprecizia {\displaystyle \Delta E} dată de inegalitatea {\displaystyle \Delta E\Delta t\geq \hbar /2}. Această formulare a fost explicit infirmată de Y. Aharonov și D. Bohm în 1961. Într-adevăr, se poate determina energia exactă a unui sistem cuantic într-un interval de timp arbitrar de scurt. Mai mult, după cum arată unele cercetări recente[nefuncțională – arhivă]
, pentru sisteme cuantice cu spectre discrete de energie, produsul {\displaystyle \Delta E\Delta t} este limitat superior de un zgomot statistic care dispare dacă sunt folosite suficient de multe copii identice ale sistemului. Această limită superioară care dispare elimină în mod cert posibilitatea unei limite inferioare, contrazicând din nou această falsă formulare a principiului incertitudinii energie-timp.

## Demonstrație
Principiul incertitudinii are o demonstrație matematică simplă. Pasul cheie este aplicarea  inegalității Cauchy-Schwarz, una din cele mai utile teoreme din algebra liniară.
Pentru doi operatori hermitici arbitrari A: H → H și B: H → H, și orice element x din H, atunci
{\displaystyle \langle BAx|x\rangle =\langle Ax|Bx\rangle =\langle Bx|Ax\rangle ^{*}}
Într-un spațiu cu produs scalar, este valabilă inegalitatea Cauchy-Schwarz.
{\displaystyle \left|\langle Bx|Ax\rangle \right|^{2}\leq \|Ax\|^{2}\|Bx\|^{2}}
Rearanjând această formulă obținem:
{\displaystyle {\begin{aligned}\|Ax\|^{2}\|Bx\|^{2}\geq \left|\langle Bx|Ax\rangle \right|^{2}&\geq \left|\mathrm {Im} \{\langle Bx|Ax\rangle \}\right|^{2}\\&={\frac {1}{4}}\left|2\,\mathrm {Im} \{\langle Bx|Ax\rangle \}\right|^{2}\\&={\frac {1}{4}}\left|\langle Bx|Ax\rangle -\langle Bx|Ax\rangle ^{*}\right|^{2}\\&={\frac {1}{4}}\left|\langle Bx|Ax\rangle -\langle Ax|Bx\rangle \right|^{2}\\&={\frac {1}{4}}\left|\langle ABx|x\rangle -\langle BAx|x\rangle \right|^{2}\\&={\frac {1}{4}}|\langle (AB-BA)x|x\rangle |^{2}\end{aligned}}}
Aceasta dă o formă a relației Robertson-Schrödinger:
{\displaystyle {\frac {1}{4}}|\langle [A,B]x|x\rangle |^{2}\leq \|Ax\|^{2}\|Bx\|^{2},}
unde operatorul [A,B] = AB - BA reprezintă comutatorul lui A și B.
Pentru a lămuri înțelesul fizic al acestei inegalități, ea este adesea scrisă în forma:
{\displaystyle \Delta _{\psi }A\,\Delta _{\psi }B\geq {\frac {1}{2}}\left|\left\langle \left[{A},{B}\right]\right\rangle _{\psi }\right|}
unde
{\displaystyle \left\langle X\right\rangle _{\psi }=\left\langle \psi |X\psi \right\rangle }
este operatorul medie al observabilei X în starea sistemului ψ și
{\displaystyle \Delta _{\psi }X={\sqrt {\langle {X}^{2}\rangle _{\psi }-\langle {X}\rangle _{\psi }^{2}}}}
este operatorul deviație standard al observabilei X în starea sistemului ψ. Această formulare se poate deduce din formularea de mai sus înlocuind A cu {\displaystyle A-\langle A\rangle _{\psi }} și B cu {\displaystyle B-\langle B\rangle _{\psi }}, și folosind faptul că
{\displaystyle [A,B]=[A-\langle A\rangle ,B-\langle B\rangle ].}
Această formulare își obține interpretarea fizică indicată de terminologia sugestivă "medie" și "deviație standard", datorită proprietăților măsurării în mecanica cuantică. Relații de incertitudine particulare, cum ar fi poziție-impuls, pot fi de regulă deduse printr-o aplicare imediată a acestei inegalități.

## Istorie și interpretări
Principiul Incertitudinii a fost dezvoltat ca răspuns la întrebarea: Cum măsurăm poziția unui electron în jurul unui nucleu?
În vara lui 1922, Heisenberg s-a întâlnit cu Niels Bohr, părintele fondator al mecanicii cuantice, iar în Septembrie 1924 Heisenberg a mers la Copenhaga, unde Bohr îl invitase ca cercetător asociat și mai târziu ca asistent. În 1925 Werner Heisenberg a enunțat principiile de bază a unei mecanici cuantice complete. În acest nou context, el a înlocuit variabilele comutative clasice cu unele necomutative. Lucrarea lui Heisenberg a marcat o radicală desprindere de tentativele anterioare de rezolvare a problemelor atomice cu ajutorul doar al cantităților observabile. El scria într-o scrisoare din 1925: "Toate eforturile mele se îndreaptă spre a ucide și a înlocui conceptul de cale orbitală care nu poate fi observată." Decât să se lupte cu complexitățile orbitelor tridimensionale, Heisenberg s-a ocupat de mecanica unui sistem oscilant unidimensional, un oscilator nearmonic. Rezultatul a constat în formule în care numerele cuantice erau legate de frecvențe și intensități observabile ale radiațiilor. În Martie 1926, lucrând în institutul lui Bohr, Heisenberg a formulat principiul incertiturinii punând astfel bazele a ceea ce a fost mai târziu cunoscut drept interpretarea Copenhaga a mecanicii cuantice.
Albert Einstein nu a fost mulțumit de principiul incertitudinii arătându-și nemulțumirea prin celebra replică "Dumnezeu nu joacă zaruri" la care i-a fost replicat "Atunci nu-i mai spune lui Dumnezeu ce să facă cu ele"(această replică se referă bineînțeles la Teoria Relativității in care fiecare eveniment este cât de cât previzibil ex: zarul pare imprevizibil, dar dacă știi densitatea aerului, viteza vântului, viteza zarului, masa zarului, viteza de rotație a lui, etc. poți practic să spui cum va cădea zarul).
Nemulțumit, Einstein i-a provocat pe Niels Bohr și Werner Heisenberg cu un celebru experiment imaginar (Vezi Dezbaterile Bohr-Einstein pentru detalii): umplem o cutie cu material radioactiv care emite aleator radiație. 
Cutia are o trapă, care este deschisă și imediat închisă de un ceas la un moment exact de timp, astfel permițând radiației să iasă. Deci momentul este deja cunoscut cu precizie. Încă mai vrem să măsurăm variabila conjugată energie cu exactitate. Einstein a propus să se cântărească cutia înainte și după. Echivalența dintre masă și energie din Relativitatea restrânsă va permite determinarea cu precizie a cantității de energie care a ieșit din cutie. Bohr a răspuns după cum urmează: dacă iese energie, atunci cutia care rămâne mai ușoară se va ridica pe cântar. Aceasta modifică poziția ceasului. Astfel ceasul deviază din sistemul de referință, și prin relativitatea generalizată, măsurarea timpului va fi diferită de a noastră, conducând la o marjă de eroare inevitabilă. De fapt, o analiză detaliată arată că imprecizia este dată corect de relația lui Heisenberg.
Termenul interpretarea Copenhaga a mecanicii cuantice a fost adesea folosit ca sinonim pentru Principiul Incertitudinii al lui Heisenberg de către cei care credeau în destin și determinism și vedeau trăsăturile teoriei Bohr-Heisenberg ca o amenințare. În cadrul interpretării Copenhaga, acceptată pe scară largă (dar nu universal) a mecanicii cuantice (nu a fost acceptată de Einstein și alți fizicieni ca Alfred Lande), principiul incertitudinii este înțeles astfel: la nivel elementar, universul fizic nu există într-o formă determnistă — el există ca o colecție de probabilități, sau potențiale. De exemplu, distribuția de probabilitate produsă de milioane de fotoni trecând printr-o fantă de difracție poate fi calculată cu ajutorul mecanicii cuantice, dar calea exactă a fiecărui foton nu poate fi prezisă prin nicio metodă cunoscută. Interpretarea Copenhaga susține că nu poate fi prezisă prin nicio metodă, nici măcar cu instrumente de precizie teoretic infinită.
Această interpretare a fost pusă sub semnul întrebării de Einstein când a spus "Nu pot să cred că Dumnezeu ar alege să joace zaruri cu universul." Bohr, unul din autorii interpretării Copenhaga a răspuns, "Einstein, nu-i spune tu lui Dumnezeu ce să facă." Niels Bohr însuși a recunoscut că mecanica cuantică și principiul incertitudinii sunt contraintuitive când a afirmat: "Cine nu e șocat de teoria cuantică nu a înțeles nici un cuvânt din ea."
Dezbaterea de bază dintre Einstein și Bohr (inclusiv Principiul Incertitudinii al lui Heisenberg) a fost bazată pe faptul că Einstein spunea în esență: "Bineînțeles că putem să știm unde este un lucru; putem ști poziția unei particule în mișcare dacă știm fiecare detaliu posibil, și astfel, prin extensie, putem prezice unde se va duce." Bohr și Heisenberg spuneau: "Putem ști doar poziția probabilă a unei particule în mișcare, de aceea, prin extensie, putem ști destinația ei probabilă; nu putem ști cu certitudine unde se va duce."
Einstein era convins că această interpretare era greșită. Raționamentul lui era că toate distribuțiile de probabilitate cunoscute până atunci reieșeau din evenimente deterministe. Distribuția aruncării unei monede sau a zarurilor poate fi descrisă cu o distribuție de probabilitate (50% cap, 50% pajură), dar asta nu înseamnă că mișcările lor fizice sunt imprevizibile. Mecanica clasică poate fi folosită pentru a calcula exact cum va ateriza fiecare monedă, dacă se cunosc forțele care acționează. Iar distribuția cap/pajură se va alinia cu distribuția de probabilitate (date fiind forțe inițiale aleatorii).
Einstein a presupus că, similar există variabile ascunse și în mecanica cuantică, și care stau la baza probabilităților observate și că aceste variable, odată cunoscute, ar arăta că există ceea ce Einstein a numit "realism local," o descriere opusă principiului incertitudinii, dat fiind că toate obiectele trebuie să aibă deja proprietățile lor înainte ca acestea să fie măsurate. Mare parte din secolul XX, au fost propuse multe astfel de teorii ale variabilelor ascunse, dar în 1964 John Bell a teoretizat inegalitatea Bell pentru a le contrazice, inegalitate care postula că deși comportamentul unei particule individuale este aleator, el este corelat cu comportamentul altor particule. De aceea, dacă principiul incertitudinii este rezultatul unui proces determinist în care o particulă are realism local, trebuie să fie cazul că particule aflate la distanțe mari își transmit informații unele altora pentru a se asigura că corelările comportamentale între particule au loc. Interpretarea teoremei lui Bell oprește în mod explicit orice teorie a variabilelor ascunse să fie adevărată, pentru că arată necesitatea unui sistem de a descrie corelații între obiecte. Implicația este că, dacă o variabilă locală ascunsă cauzează poziționarea particulei 1, atunci o a doua variabilă locală ascunsă va fi responsabilă pentru poziția particulei 2 — și nu există un sistem care să facă o corelație între ele. Experimentele au demonstrat că o corelație există. În anii ce au urmat, teorema lui Bell a fost testată și confirmată experimental de numeroase ori, iar aceste experimente sunt într-un fel cele mai clare confirmări experimentale ale mecanicii cuantice. Merită observat că teorema lui Bell se aplică doar la teoriile variabilelor locale ascunse; teoriile variabilelor ascunse nelocale pot să existe (ceea ce unii, inclusiv Bell, cred că pot face legătura conceptuală între mecanica cuantică și lumea observabilă).
Dacă părerea lui Einstein sau cea a lui Heisenberg este adevărată sau falsă nu este o problemă empirică simplă. Un criteriu prin care am putea judeca succesul unei teorii științifice este puterea de explicare pe care aceasta ne-o dă, și până acum se pare că vederea lui Heisenberg a fost mai bună la a explica fenomenele subatomice.

## Cultura populară
Principiul incertitudinii este enunțat în mai multe feluri în cultura populară, de exemplu, prin afirmația că este imposibil de știut exact în același timp și unde se află un electron și unde se duce. Este corect în linii mari, deși nu se spune o parte importantă a principiului lui Heisenberg, care este limita cantitativă a incertitudinii. Heisenberg a spus că este imposibil să se determine simultan și cu precizie nelimitată poziția și impulsul unei particule, dar datorită faptului că valoarea constantei lui Planck este atât de mică, Principiul Incertitudinii se poate aplica doar mișcării particulelor atomice. Totuși, cultura adesea interpretează greșit acest lucru, spunând că este imposibil teoretic să se facă o măsurătoare perfect precisă.
Piesa lui Michael Frayn Copenhagen prezintă unele din procesele care au dus la formarea Principiului Incertitudinii. Piesa dramatizează întâlnirile dintre Werner Heisenberg și Niels Bohr. Ea evidențiază, de asemenea, discuția asupra muncii depuse de ambii pentru realizarea bombei nucleare - Heisenberg pentru Germania și Bohr pentru Statele Unite și forțele aliate.
În filmul din 1997 The Lost World: Jurassic Park, haosticianul Ian Malcolm susține că efortul "de a observa și documenta, nu de a interacționa" cu dinozaurii este o imposibilitate științifică datorită "Principiului Incertitudinii al lui Heisenberg, orice ai studia, îl schimbi." Aceasta e o confuzie cu efectul de observator, explicată mai sus.
În serialul de televiziune Star Trek: The Next Generation, transportatoarele fictive folosite pentru a "teleporta" personaje la diferite locații depășeau limitările asupra eșantionării subiectului datorită principiului incertitudinii prin folosirea de "compensatoare Heisenberg." Când a fost întrebat, "Cum funcționează compensatoarele Heisenberg?" de reporterii Time magazine pe 28 November 1994, Michael Okuda, consilier tehnic al Star Trek, a răspuns, "Foarte bine, mulțumesc."
Într-un episod din serialul Aqua Teen Hunger Force, Meatwad (transformat temporar într-un geniu) încearcă să explice incorect Principiul Incertitudinii al lui Heisenberg lui Frylock pentru a explica nou găsita sa inteligență. "Principiul Incertitudinii al lui Heisenberg ne spune că la o curbură anume a spațiului, știința poate fi convertită în energie ... sau, și asta este cheia, în materie."
Într-un episod din Stargate SG-1, Samantha Carter explică, folosindu-se de principiul incertitudinii, că viitorul nu este predeterminat, iar posibilitățile pot fi doar calculate.